# Kincardineshire
Kincardineshire (także Kincardine lub the Mearns, gael. Siorrachd Cheann Chàrdainn) – hrabstwo historyczne w północno-wschodniej Szkocji.
Hrabstwo położone było nad Morzem Północnym, obejmowało obszar na południowy zachód od miasta Aberdeen. Na północy rzeka Dee wyznaczała znaczną część granicy z hrabstwem Aberdeenshire, a na południu rzeka North Esk z hrabstwem Angus (Forfarshire). Zachodnia część hrabstwa leżała w obrębie pasma górskiego Grampianów (najwyższy szczyt hrabstwa – Mount Battock, 778 m n.p.m.). Pozostała część była nizinna – na północy dolina rzeki Dee, na wschodzie – pas nadmorski, na południu – dolina Howe of the Mearns (część większej doliny Strathmore). Linia brzegowa liczyła około 50 km, wybrzeże strome i skaliste, z licznymi małymi zatokami. Górzystą część hrabstwa pokrywały lasy i wrzosowiska, tereny nizinne były zagospodarowane rolniczo. Powierzchnia hrabstwa w 1887 roku – 993 km², w 1951 roku – 981 km² (1,3% terytorium Szkocji). Liczba ludności w 1887 roku – 34 464, w 1951 roku – 27 882 (0,5% całkowitej populacji Szkocji).
Gospodarka hrabstwa opierała się na rolnictwie i rybołówstwie. W ograniczonym stopniu rozwinięty był przemysł włókienniczy. Historyczną stolicą hrabstwa było Kincardine. Miejscowość podupadła w XVII wieku i została opuszczona; do czasów obecnych zachowały się nieliczne pozostałości. Funkcję ośrodka administracyjnego przejęło Stonehaven, główne miasto portowe hrabstwa. Do innych większych ośrodków miejskich należały Inverbervie, Laurencekirk, Fettercairn i Banchory.
Hrabstwo zlikwidowane zostało w wyniku reformy administracyjnej w 1975 roku, włączone do nowo utworzonego regionu Grampian. Od 1996 roku terytorium hrabstwa znajduje się w granicach jednostki administracyjnej (council area) Aberdeenshire.